# 桉叶藤属
桉叶藤属（学名：Cryptostegia）是夹竹桃科萝藦亚科下的一个属，为木质藤本植物。该属共有2种，分布于热带亚洲和非洲。
属名Cryptostegia来源于希腊语kryptos（隐藏的）和stege（屋盖）的合成词，指本属植物的花冠喉部的鳞片遮盖花药。

## 物种
本属包括以下物种：
- 桉叶藤 Cryptostegia grandiflora
- 橡胶紫茉莉 Cryptostegia madagascariensis